# Громека, Степан Степанович
Степа́н Степа́нович Громе́ка (1823, Одесса — 15 (22) сентября 1877, деревня Вулька-Плебаньска Бельского уезда Седлецкой губернии, Польша) — русский публицист, офицер, полицейский чиновник; отец Ипполита Громеки, Михаила Громеки и игумении Афанасии (Громеко).

## Биография
Сын почтового чиновника. Окончил Благородный пансион 1-й Киевской гимназии (1841). Служил в армии. Был городничим в Липовце (1849), младшим полицейским Киева (1849—1850), полицмейстером и городничим Бердичева, затем чиновником особых поручений при киевском генерал-губернаторе (1853—1856), начальник полицейского управления на Николаевской железной дороге (1857—1858).
В Киеве познакомился с Ю. Ф. Самариным, Т. Г. Шевченко, Н. С. Лесковым, позднее был знаком с И. С. Аксаковым, А. А. Фетом, Л. Н. Толстым, М. Н. Катковым.
Дебютировал в печати циклом обличительных очерков «О полиции вне полиции» в журнале «Русский вестник» в 1857—1859 годах, которые привлекли внимание резкостью суждений и новизной фактов. Недовольство властей его критическими публикациями вынудили выйти в отставку (1859). Поступил на службу в Русское общество пароходства и торговли в Одессе.
В «Заметке о себе самом» (1890) Н. С. Лесков писал, что сближение с Громекой «имело решительное значение» в его судьбе:

Пример Громеки, оставившего свою казённую должность и перешедшего в Русское общество пароходства и торговли, послужил к тому, что и Лесков сделал то же самое: поступил на коммерческую службу, которая требовала беспрестанных разъездов и иногда удерживала его в самых глухих захолустьях.

В конце 1860 года переехал в Санкт-Петербург. Служил в Министерстве внутренних дел, одновременно сотрудничал в различных периодических изданиях.
В 1864 году прервал публицистическую деятельность; был председателем Радомской комиссии по крестьянским делам в Царстве Польском.
С 1867 года седлецкий губернатор, в 1877 году чиновник особых поручений при варшавском генерал-губернаторе; тайный советник.

## Литературная деятельность
Дебютировал в печати обличительными очерками в «Русском вестнике» (1857). Очерк «Польские евреи» был опубликован в журнале «Современник» (1858).
В 1860 году редактировал «Листок» Русского общества пароходства и торговли в Одессе, где публиковал свои статьи о самоуправстве администрации, роли общественного мнения и гласности.
Был активным корреспондентом «Колокола» А. И. Герцена.
В 1861—1863 годах вёл в журнале «Отечественные записки» «Современную хронику России», участвовал в «Санкт-Петербургских ведомостях» (1861—1862), «Современной летописи», «Русском вестнике», журнале «Век».
Отстаивал свободу слова, остро ставил проблемы взаимоотношений государства и общества, власти и народа, осуждал западничество и нигилизм.
В 1862 году порвал с Герценом, обострил отношения с «Современником».
В 1864 году отошёл от публицистики ради практической деятельности.